# Лидва-2
Лидва-2 (рос. Лидва-2) — присілок в Печорському районі Псковської області Російської Федерації.
Населення становить 25 осіб. Входить до складу муніципального утворення Лавровська волость.

## Історія
Від 2015 року входить до складу муніципального утворення Лавровська волость.

## Населення
| 2001 | 2002 | 2010 |
| ---- | ---- | ---- |
| 29   | ↗30  | ↘25  |